# نيا سانشيز
نيا تيمبل سانشيز (بالفرنسية: Nia Sanchez)‏ ممثلة وعارضة أزياء ومعلمة تايكواندو أمريكية ولدت في يوم 15 فبراير 1990م في مدينة سكرامنتو في كاليفورنيا في الولايات المتحدة، توجت في سنة 2014 بلقب ملكة جمال الولايات المتحدة بعد أن فازت بلقب ملكة جمال ولاية نيفادا، مثلت الولايات المتحدة في مسابقة ملكة جمال الكون لسنة 2014 وفازت بلقب الوصيفة الأولى فيه.

## نشأتها
ولدت نيا سانشيز في ساكرامنتو ، كاليفورنيا في 15 فبراير 1990 ، لأبها ديفيد سانشيز ، وهو محارب قديم ولد في قاعدة عسكرية في ألمانيا ، وأمه نيكول سانفورد ، التي ولدت في قاعدة عسكرية في إيران. جدها لأبها ، ويلبر سانشيز ، مكسيكي ، وجدتها لأبها ألمانية ، بينما والدتها من أصل إسباني وأوروبي آخر. انفصل والداها عندما كانت في السادسة من عمرها وعاشت لفترة وجيزة في ملجأ للنساء مع والدتها. عندما كانت في الثامنة من عمرها، انتقلت هي وشقيقها (ديفيد الابن) إلى مينيفي، كاليفورنيا مع والدهما، وتخرجت من مدرسة بالوما فالي الثانوية في عام 2008.

## مسيرتها

### مسابقات ملكة جمال
شاركت نيا في أول مسابقة ملكة جمال لها ضمن مسابقة ملكة جمال وادي سان جاسينتو، والتي شاركت فيها وهي في الثالثة عشرة من عمرها؛ وفي التاسعة عشرة من عمرها، فازت بلقب ملكة جمال وادي الحمضيات في الولايات المتحدة الأمريكية، مما أهلها للمشاركة في مسابقة ملكة جمال السياحة اللاتينية في الإكوادور عام 2009.